# Superioridade (física)

Esquema do choque entre partículas que produz um par de quark bottom e antiquark bottom.

Superioridade também chamado de verdade, é um sabor, representa a diferença entre o número de quark tops(t) e o número de antiquark tops que estão presentes em uma partícula:
{\displaystyle T=n_{\text{t}}-n_{\bar {\text{t}}}}
Por convenção, quarks top tem superioridade de +1 enquanto que antiquarks top têm superioridade de -1. O termo superioridade é raramente utilizado; a maioria dos físicos simplesmente o referem como o "número de quarks top" e o "número de antiquarks top".

## Conservação
Como todos os números quânticos, a superioridade é preservada sobre a interação forte e sobre a interação eletromagnética, mas não sobre a interação fraca. Contudo os quarks tops são extremamente instáveis, com uma meia vida abaixo dos 1 x 10−23 segundos que são requiridos para que a interação forte entre em ação. Por essa razão o top quark nunca forma de bárions ou mésons, como quarks e antiquarks top inexistem nestas partículas, a sua superioridade será sempre igual a zero. Por vezes ele pode interagir fortemente e decair para outro sabro de quark(e consequentemente para outro quark), usualmente um quark bottom.